# Akvatinta
Akvatinta je tehnika globokega tiska, različica jedkanja, ki ustvarja področja tona in ne črt. Iz tega razloga se večinoma uporablja skupaj z jedkanjem, da daje tako črte kot senčen ton. V preteklosti so jo uporabljali tudi za barvno tiskanje, tako z tiskanjem na več plošč v različnih barvah, kot tudi z izdelavo enobarvnih odtisov, ki so bili nato ročno obarvani z akvarelom.
V redni uporabi je bila od poznega 18. stoletja, najpogosteje pa je bila uporabljena med približno 1770 in 1830, ko je bila uporabljen tako za umetniške grafike kot okrasne. Po približno 1830 je izgubila boj z litografijo in drugimi tehnikami. Od takrat jo  umetniki občasno oživljajo. Akvatinta plošča se razmeroma hitro obrabi in jo je lažje predelati kot druge globoke plošče. Številne Goyeve plošče so bile prepogosto ponatisnjene posthumno, kar je dalo zelo slabe odtise.
Med najbolj znanimi grafikami, ki uporabljajo tehniko akvatinte, so glavne serije Goye, številne Ptice Amerike Johna Jamesa Audubona (z ročno dodano barvo) in grafike Mary Cassatt, barvno natisnjene na več krožnikih.

## Tehnika
Pri tehnikah globokega tiska, kot sta graviranje in jedkanje, umetnik na površino plošče (v primeru akvatinte, bakrene ali cinkove plošče) naredi oznake, ki lahko zadržijo črnilo. Plošča je v celoti napolnjena s črnilom, nato obrisana, da ostane črnilo samo na oznakah. Plošča se skozi tiskarsko stiskalnico spusti skupaj s listom papirja in z močnim pritiskom potisne papir v oznake, tako da pride do prenosa črnila na papir. To se večkrat ponovi. 
Postopek izdelave akvatinte je poenostavljeno naslednji: na kovinsko ploščo se mora nanesti prah kolofonije (smolaste izluževine smrekovega lesa imenovane po mestu Kolofonu v Mali Aziji od koder se je uvažala), ali fini prah asfaltne smole, ki se potem s segrevanjem zapeče na površino plošče. Pri potapljanju plošče v kislino zalepljene točke smole ščitijo kovino od jedkanja. Na mestih kjer ni točk, kislina nezaščiteno površino izdolbe do željenega nivoja. Z večkratnim ponavljanjem postopka (zaščito izbranih površin z lakom) se dobi grafična površina bogata s tonsko gradacijo, z drobnimi ali debelejšimi pikicami, ki različno zadržujejo barvo in s tem omogočajo tiskanje različnih odtenkov od najsvetlejših do najtemnejših.
Druga tonska tehnika, mezzotinta, se začne s površino plošče, ki je enakomerno zarezana in hrapava, tako da bo natisnjena kot enakomeren in dokaj temen ton črnila. Nato se mezzotintna plošča gladi in polira, da območja nosijo manj črnila in tako natisnejo svetlejši odtenek. Druga možnost je, da začnemo z gladko ploščo, hrapava območja pa postanejo temnejša. Občasno se kombinirata dve tehniki akvatinta in mezzotinta.

## Zgodovina

### Do 1830
Številni zgodnje poskuse, namenjene dodajanju tonalnih učinkov jedkanju in so vključevali prvo uporabo smolnatega prahu, je izvedel slikar in grafik Jan van de Velde IV v Amsterdamu okoli leta 1650. Vendar nobeden od njih ni razvil tehnike, ki bi se ujela z drugimi grafiki. Eksperimentiranje več umetnikov z nekoliko drugačnimi tehnikami je doseglo vrh po približno letu 1750 in ker so bili sprva zelo tajni, zgodovina nastanka standardne tehnike ostaja nejasna.
Med različne upravičence spadajo Šved Per Floding, ki je sodeloval s Francozom François-Philippejem Charpentierjem leta 1761, J. B. Delafosse leta 1766, sodeloval z amaterjem Jean-Claudeom Richardom (pogosto precej zavajajoče znan kot Abbé de Saint-Non) leta 1766 in Jean- Baptiste Le Prince v letih 1768–69. Le Prince je bil pri objavi svoje tehnike učinkovitejši od ostalih, saj je leta 1780 objavil Découverte du procédé de graver au lavis, čeprav svoje skrivnosti v življenju ni uspel prodati. Posmrtno jo je kupila Académie royale de peinture et de sculpture leta 1782 in jo objavila na odprti osnovi.
Čeprav naj bi Anglija postala ena izmed držav, ki je najbolj uporabljala to tehniko, je kartograf Peter Perez Burdett šele leta 1772 razstavil angleške akvatinte. Zavzel se je akvarelist Paul Sandby, ki je prav tako uvedel tehnične izboljšave in izumil ime akvatinta. V Angliji je umetnike, kot sta Sandby in Thomas Gainsborough, pritegnila primernost jedkanih obrisov z akvatinto za reprodukcijo priljubljenih angleških krajinskih akvarelov, ki so v tem obdobju običajno dobili tudi začetni obris s črnilom. Založniki grafik in ilustracij za drage knjige, ki so bile takrat pomembne za britanski trg, so prav tako sprejeli to tehniko. Na vseh teh področjih je tisk z jedkanico in akvatinto dal zelo zadovoljive rezultate, ko so akvarel dodali relativno nizko kvalificirani slikarji, ki so kopirali model, z ravnim izpiranjem barv na različne tone akvatinte. Po francoski revoluciji je imel eden najuspešnejših londonskih založnikov, Nemec Rudolf Ackermann, na nadstropju nad svojo trgovino v The Strandu v Londonu nekaj francoskih beguncev, ki je vsak barval eno barvo, nato pa pustil list po dolgi mizi.
V istem obdobju je bilo v Franciji trajno zanimanje za tehnike resničnega barvnega tiska z več ploščami, ki so uporabljale več tehnik tiska, ki so pogosto vključevale akvatinto (ali mezzotinto) za ton. Med umetniki sta bila Jean-François Janinet in Philibert-Louis Debucourt, čigar La Promenade Publique pogosto velja za mojstrovino sloga. Druga veja tega francoskega gibanja je večinoma uporabljala mezzotinto za ton in se specializirala za ilustracijo medicinskih učbenikov. To je sprva vodil Jacob Christoph Le Blon (1667–1741), ki je skorajda pričakoval sodobno ločevanje barv CMYK, nato pa ga je do leta 1800 nasledil njegov učenec Jacques Fabien Gautier d'Agoty in kasnejši člani družine d'Agoty.
Francisco Goya, izdelovalec nesporno največjih grafik z akvatinto, se je tehnike verjetno naučil prek Giovannija Davida iz Genove, prvega pomembnega Italijana, ki jo je uporabil. Goya jo je uporabljal po navadi z jedkanjem in pogosto brušenjem ter drugimi tehnikami, v svojih velikih tiskanih serijah Los Caprichos (1799), Los Desastres de la Guerra (1810–19), La Tauromaquia (1816) in Los disparates (ok. 1816–23 ).

### Oživitev
Po nekaj desetletjih v sredi 19. stoletja, ko je bila tehnika malo uporabljena in dokončno nadomeščena za komercialne namene , so jo ob koncu stoletja v Franciji oživili Édouard Manet, Félicien Rops, Edgar Degas, Camille Pissarro, Jacques Villon in drugi umetniki. Leta 1891 je Mary Cassatt s sedežem v Parizu razstavila vrsto zelo izvirnih barvnih odtisov suhe igle in akvatinte, med njimi Ženska prikopanju in Coiffure, navdihnjene z razstavo japonskih odtisov lesorezov, ki so bili tam prikazani leto prej. Cassattovo sta privlačila preprostost in jasnost japonskega oblikovanja ter spretna uporaba barvnih blokov. V svoji interpretaciji je uporabljala predvsem svetle, nežne pastelne barve in se izogibala črni ("prepovedana" barva med impresionisti).
Še naprej se je tehnika uporabljala v 20. stoletju, pri čemer sta bila pogosto pogosta uporabnika Čeh T. F. Šimon in Nemec Johnny Friedlaender. V ZDA je grafik Pedro Joseph de Lemos s svojimi publikacijami (1919–40) populariziral akvatinto v umetniških šolah, ki so poenostavile okorne tehnike in s potujočimi razstavami svojih nagrajenih grafik.